# Bray-en-Val
Bray-en-Val és un municipi francès, situat al departament del Loiret i a la regió de Centre – Vall del Loira. L'any 2007 tenia 1.281 habitants.

## Demografia

### Població
El 2007 la població de fet de Bray-en-Val era de 1.281 persones. Hi havia 489 famílies, de les quals 102 eren unipersonals (39 homes vivint sols i 63 dones vivint soles), 172 parelles sense fills, 184 parelles amb fills i 31 famílies monoparentals amb fills.
La població ha evolucionat segons el següent gràfic:
Habitants censats

### Habitatges
El 2007 hi havia 580 habitatges, 495 eren l'habitatge principal de la família, 58 eren segones residències i 27 estaven desocupats. 574 eren cases i 2 eren apartaments. Dels 495 habitatges principals, 415 estaven ocupats pels seus propietaris, 72 estaven llogats i ocupats pels llogaters i 7 estaven cedits a títol gratuït; 5 tenien una cambra, 26 en tenien dues, 78 en tenien tres, 155 en tenien quatre i 230 en tenien cinc o més. 431 habitatges disposaven pel capbaix d'una plaça de pàrquing. A 171 habitatges hi havia un automòbil i a 300 n'hi havia dos o més.

### Piràmide de població
La piràmide de població per edats i sexe el 2009 era:
| Homes | Edats   | Dones |
| ----- | ------- | ----- |
| 0     | 95 o +  | 4     |
| 0     | 90 a 94 | 4     |
| 8     | 85 a 89 | 16    |
| 16    | 80 a 84 | 16    |
| 16    | 75 a 79 | 20    |
| 16    | 70 a 74 | 40    |
| 28    | 65 a 69 | 32    |
| 24    | 60 a 64 | 32    |
| 32    | 55 a 59 | 16    |
| 44    | 50 a 54 | 20    |
| 20    | 45 a 49 | 20    |
| 48    | 40 a 44 | 40    |
| 48    | 35 a 39 | 56    |
| 36    | 30 a 34 | 52    |
| 12    | 25 a 29 | 20    |
| 8     | 20 a 24 | 16    |
| 32    | 15 a 19 | 36    |
| 44    | 10 a 14 | 24    |
| 28    | 5 a 9   | 40    |
| 44    | 0 a 4   | 28    |

## Economia
El 2007 la població en edat de treballar era de 815 persones, 640 eren actives i 175 eren inactives. De les 640 persones actives 610 estaven ocupades (318 homes i 292 dones) i 31 estaven aturades (13 homes i 18 dones). De les 175 persones inactives 77 estaven jubilades, 47 estaven estudiant i 51 estaven classificades com a «altres inactius».

### Ingressos
El 2009 a Bray-en-Val hi havia 517 unitats fiscals que integraven 1.335,5 persones, la mediana anual d'ingressos fiscals per persona era de 19.290 €.

### Activitats econòmiques
Dels 53 establiments que hi havia el 2007, 2 eren d'empreses extractives, 1 d'una empresa alimentària, 1 d'una empresa de fabricació de material elèctric, 6 d'empreses de fabricació d'altres productes industrials, 13 d'empreses de construcció, 15 d'empreses de comerç i reparació d'automòbils, 5 d'empreses de transport, 2 d'empreses d'hostatgeria i restauració, 2 d'empreses immobiliàries, 3 d'empreses de serveis, 1 d'una entitat de l'administració pública i 2 d'empreses classificades com a «altres activitats de serveis».
Dels 17 establiments de servei als particulars que hi havia el 2009, 6 eren tallers de reparació d'automòbils i de material agrícola, 2 paletes, 3 guixaires pintors, 2 fusteries, 1 electricista, 2 empreses de construcció i 1 restaurant.
Dels 2 establiments comercials que hi havia el 2009, 1 era una botiga de menys de 120 m² i 1 una botiga d'electrodomèstics.
L'any 2000 a Bray-en-Val hi havia 18 explotacions agrícoles que ocupaven un total de 594 hectàrees.

## Equipaments sanitaris i escolars
El 2009 hi havia una escola elemental integrada dins d'un grup escolar amb les comunes properes formant una escola dispersa.

## Poblacions més properes
El següent diagrama mostra les poblacions més properes.